# Gabriele von Sazenhofen
Gabriele von Sazenhofen, née le 5 juillet 1898 à Egra en royaume de Bohême, appartenant à l'Autriche-Hongrie (aujourd'hui Cheb en république tchèque) et morte le 9 septembre 1961 à Bâle en Suisse, est une femme de lettres autrichienne. Elle était l'épouse du baron Traugott von Skrbensky von Hristie.
Elle publia notamment en 1940 La Lune de miel de Muckenreiter (Muckenreiters Flitterwoche) qui fut adapté au cinéma par la Universum Film AG en 1940 sous le titre Beates Flitterwoche et en 1949 Kleiner Schwindel am Wolfgangsee (Petit vertige au lac Wolfgangsee).